# Tiptakzi
Tiptakzi était un roi de Babylone de la dynastie kassite. Il fut précédé par Harbašihu et Agum II lui succéda.